# Neliopisthus yui
Neliopisthus yui är en stekelart som beskrevs av Ian D. Gauld 1997. Neliopisthus yui ingår i släktet Neliopisthus och familjen brokparasitsteklar. Inga underarter finns listade i Catalogue of Life.